# Берианидзе, Леван
Леван Берианидзе (груз. ლევან ბერიანიძე; род. 10 октября 1990, Тбилиси) — грузинский и армянский борец вольного стиля, бронзовый призёр чемпионата мира 2010 года, бронзовый призёр чемпионата мира среди юниоров.

## Спортивная биография
Главные достижения в карьере Берианидзе на молодёжном уровне пришлись на 2008 год. За один сезон молодой грузинский борец стал бронзовым призёром юниорских чемпионатов Европы и мира. В 2010 году Леван добился самого большого успеха. На московском чемпионате мира Берианидзе смог дойти до полуфинала, где уступил россиянину Билялу Махову. В поединке за третье место Леван в упорном поединке одолел венгра Даниэля Лигети и стал бронзовым призёром чемпионата мира. В 2011 году Берианидзе выступил в нескольких международных стартах, при этом ему удалось стать чемпионом мира в пляжной борьбе.
Из-за проблем с лишним весом Берианидзе часто не мог попасть в самую тяжёлую весовую категорию. В связи с этим Леван принял решение сосредоточиться на выступлениях в сумо, где его вес достигал отметки в 160 кг. В 2014 году Леван вернулся в борьбу. 26 ноября 2014 года указом президента Армении Берианидзе было присвоено гражданство Армении, при этом он был освобождён от службы в армии.
Первым значимым стартом под флагом Армении для Берианидзе стал турнир на призы Александра Медведя в Минске, на котором он выступил неудачно, заняв лишь 20-е место. На первых Европейских играх в Баку Леван уступил в четвертьфинале Алексею Шемарову. После того как белорусский борец пробился в финал, у Берианидзе появился шанс на бронзовую медаль. В первом раунде утешительного турнира Леван победил немца Ника Матюхина, но в решающем поединке уступил бывшему соотечественнику Гено Петриашвили и занял итоговое 5-е место. На чемпионате мира 2015 года Берианидзе в первом раунде вновь одолел Ника Матюхина, но уже во втором поединке потерпел поражение, уступив будущему чемпиону Тахе Акгюлю. Уверенно пройдя два раунда утешительного турнира, Берианидзе в поединке за бронзу встретился с Билялом Маховым. Упорной борьбы в матче не получилось и россиянин одержал победу со счётом 11:0. По итогам всего чемпионата Леван занял 5-е место, принеся тем самым для сборной Армении первую олимпийскую лицензию в вольной борьбе.